# Medelstads kontrakt
Medelstads kontrakt var ett kontrakt i Lunds stift inom Svenska kyrkan. Kontraktet upphörde 31 december 1998 då ingående församlingar övergick till Karlskrona-Ronneby kontrakt.
Kontraktskoden var 0720. 

## Administrativ historik
Kontraktet har funnits åtminstone från 1600-talet och omfattade från 1800-talet
- Ronneby församling
- Backaryds församling
- Hjortsberga församling
- Edestads församling
- Nättraby församling som 1962 överfördes till Karlskrona kontrakt
- Tvings församling som 1962 överfördes till Karlskrona kontrakt
- Eringsboda församling
- Listerby församling
- Förkärla församling
- Hasslö församling bildad 1888 som 1962 överfördes till Karlskrona kontrakt
- Fridlevstads församling som 1962 överfördes till Karlskrona kontrakt
- Rödeby församling som 1962 överfördes till Karlskrona kontrakt
- Aspö församling bildad 1888 som 1962 överfördes till Karlskrona kontrakt
- Sillhövda församling bildad 1846 som 1962 överfördes till Karlskrona kontrakt

1962 tillfördes från Listers och Bräkne kontrakt
- Bräkne-Hoby församling
- Öljehults församling

## Kontraktsprostar
| Ämbetstid | Namn            | Levnadstid | Övrigt                   |
| --------- | --------------- | ---------- | ------------------------ |
| 1961-1964 | Julius Åkerblad |            | Kyrkoherde i Backaryd    |
| 1964-1968 | Gunnar Hagman   |            | Kyrkoherde i Tving       |
| 1968-1971 | Nils Grönlund   |            | Kyrkoherde i Rödeby      |
| 1971-1975 | Gunnar Olsson   |            | Kyrkoherde i Listerby    |
| 1975-1982 | Ingvar Lundmark |            | Kyrkoherde i Bräkne–Hoby |
| 1982-1998 | Bengt Larsson   |            | Kyrkoherde i Ronneby     |